# Coelinflugsnappare
Coelinflugsnappare (Cyanoptila cumatilis) är en östasiatisk tätting i familjen flugsnappare. Den häckar endast i centrala Kina och flyttar vintertid söderut åtminstone till Malackahalvön. Arten är dåligt känd, fåtalig och tros minska i antal, varför IUCN kategoriserar den som nära hotad. Tidigare behandlades den som en del av blåvit flugsnappare. 

## Utseende och läten
Coelinflugsnappare är mycket lik sin nära släkting blåvit flugsnappare, det vill säga en rätt stor och praktfull flugsnappare med ovansidan blå hos hanen, ansiktet och bröstet svart och resten av undersidan vit. Honan är gråbrun, blekt beigevit på nedre delen av strupens mitt. Coelinflugsnapparen är dock större, mer svartstreckat turkos ovan och på strupe och bröst samt har djupare och långsammare sång.
Sången är en ljudlig, enkel melodi bestående av upprepade toner, vanligtvis levererad från ett högt träd.

## Utbredning och systematik
Coelinflugsnappare häckar i centrala Kina (Shaanxi österut till Peking och söderut till nordvästra Hubei). Utbredningsområdet vintertid är mycket dåligt känt, men den har påträffats så långt söderut som till Malackahalvön. Tidigare betraktades den som en underart till blåvit flugsnappare (C. cyanomelana), men sentida studier visar på genetiska och morfologiska skillnader, så pass att den vanligen numera behandlas som egen art.

## Levnadssätt
Mycket lite är känt om artens vanor. På häckplats förekommer den i bland- och lövskog i lägre bergstrakter. Den tros leva av små ryggradslösa djur, möjligen även frukt, som blåvit flugsnappare. Dess häckningsbiologi är helt okänd. Arten är en flyttfågel som flyttar genom södra och sydöstra Kina mellan början eller mitten av september och slutet av oktober.

## Status och hot
Detta är en dåligt känd art som ses sällsynt och som tros ha en relativt liten världspopulation på högst 20 000 vuxna individer. Den tros också minska i antal på grund av habitatförlust. Internationella naturvårdsunionen IUCN kategoriserar den därför som nära hotad.

## Namn
Fågelns vetenskapliga artnamn cumatilis är en latinisering av grekiskans kuma ("våg") och betyder "havsfärgad".